# Un couple (2022)
Un couple (internationaler Titel: A Couple, dt.: „Ein Paar“) ist ein Spielfilm von Frederick Wiseman aus dem Jahr 2022. Das Werk hat die Beziehung des russischen Schriftstellers Leo Tolstoi (1828–1910) zu seiner Ehefrau Sophia zum Thema. Die Hauptrolle übernahm Nathalie Boutefeu.
Die französisch-amerikanische Koproduktion wurde am 2. September 2022 bei den Internationalen Filmfestspielen von Venedig uraufgeführt.

## Handlung
Der Film folgt der Langzeitbeziehung zwischen einem Mann und einer Frau. Bei dem Paar handelt es sich um den russischen Schriftsteller Leo Tolstoi (1828–1910) und seine Ehefrau Sophia.

## Hintergrund

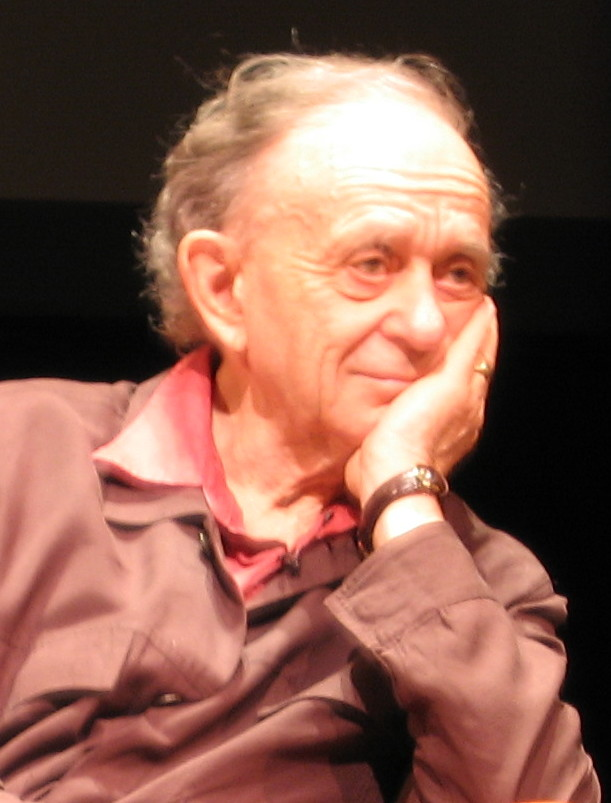
Frederick Wiseman (2005)

Bei Un couple handelt es sich um die 45. Regiearbeit von Frederick Wiseman. Der preisgekrönte Dokumentarfilmregisseur entschied sich aber diesmal für ein anderes Format und drehte mit der französischen Schauspielerin Nathalie Boutefeu, mit der er auch gemeinsam für das Drehbuch verantwortlich zeichnete. Das Skript orientierte sich frei an den Notizbüchern, Tagebüchern und Briefen von Sophia und Leo Tolstoi. Für die Kamera war Wisemans langjähriger Weggefährte John Davey, für die Produktion wie gewohnt die Gesellschaft Zipporah Films verantwortlich. Als Tontechniker fungierte Jean-Paul Mugel.

## Veröffentlichung
Die Premiere von Un couple erfolgte am 2. September 2022 beim Filmfestival von Venedig.
Ein regulärer Kinostart in Frankreich war ab 19. Oktober 2022 im Verleih von Météore Films vorgesehen. Um die weltweiten Verwertungsrechte kümmert sich The Party Film Sales.

## Auszeichnungen
Mit Un couple konkurrierte Frederick Wiseman zum zweiten Mal um den Goldenen Löwen, den Hauptpreis des Filmfestivals von Venedig.